# Duvbo (tunnelbanestation)
Duvbo är en station på blå linjen i Stockholms tunnelbana.
Stationen är belägen i stadsdelen Centrala Sundbyberg i Sundbybergs kommun och inte i stadsdelen Duvbo. Den togs i bruk den 19 augusti 1985. Avståndet från blå linjens ändstation Kungsträdgården är 9,0 kilometer. Stationen är belägen i bergrum, 20–35 meter under marken och har en biljetthall.
Stationen har fått sitt namn efter den närliggande stadsdelen Duvbo men trots namnet finns ingen uppgång där. Från början var det meningen att en entré skulle finnas i Duvbo, men det visade sig vara sankmark där stationen skulle byggas. Stationens enda uppgång ligger därför på Tulegatan i centrala Sundbyberg. 
Konstnärlig utsmyckning; fossilliknande reliefer av Gösta Sillén, 1985.
Duvbo tunnelbanestation är den 9:e djupast belägna på hela tunnelbanenätet beläget 10,3 meter under havet. 

## Bilder på stationen 2014

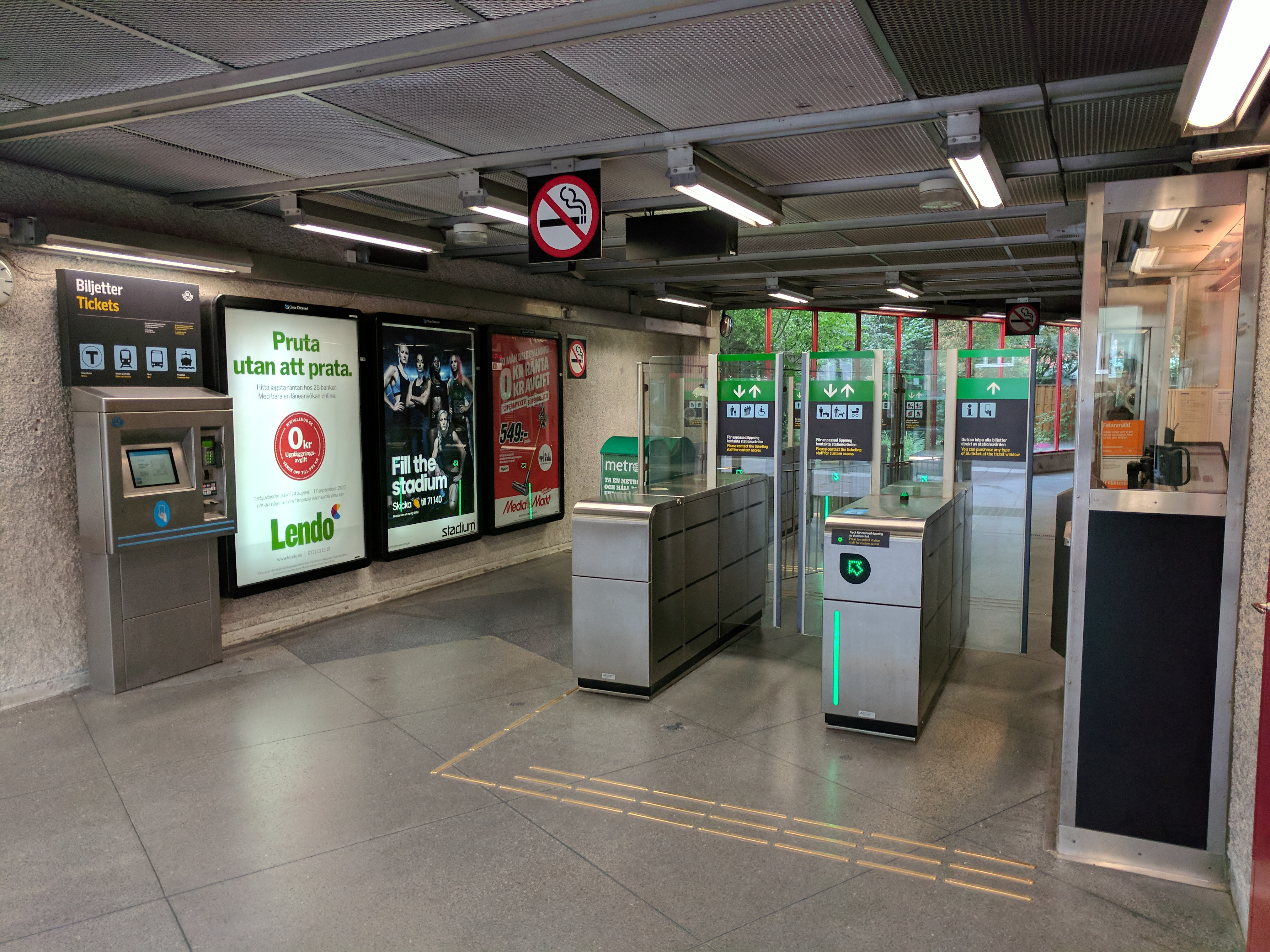
Spärren
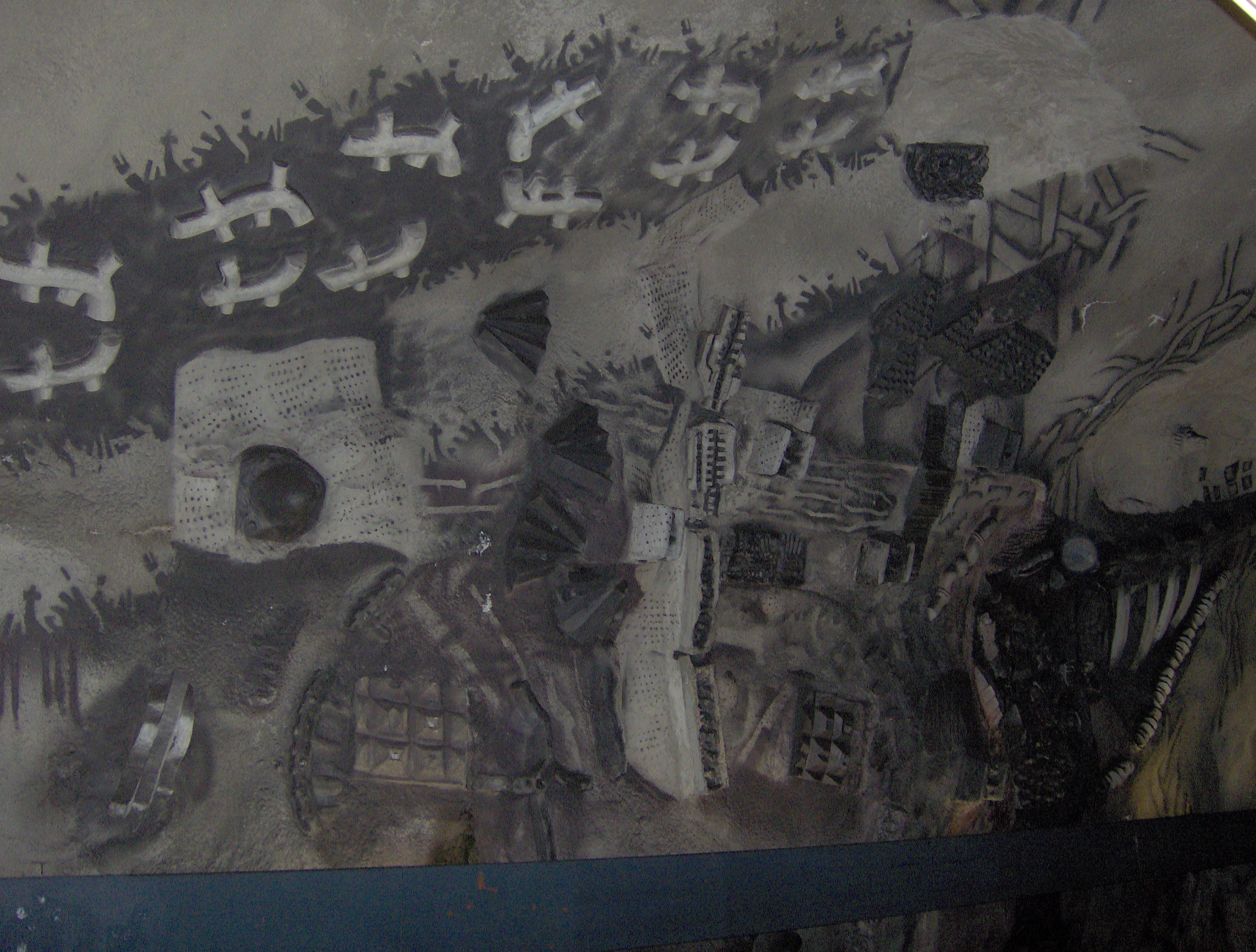
Reliefer som pryder väggarna.
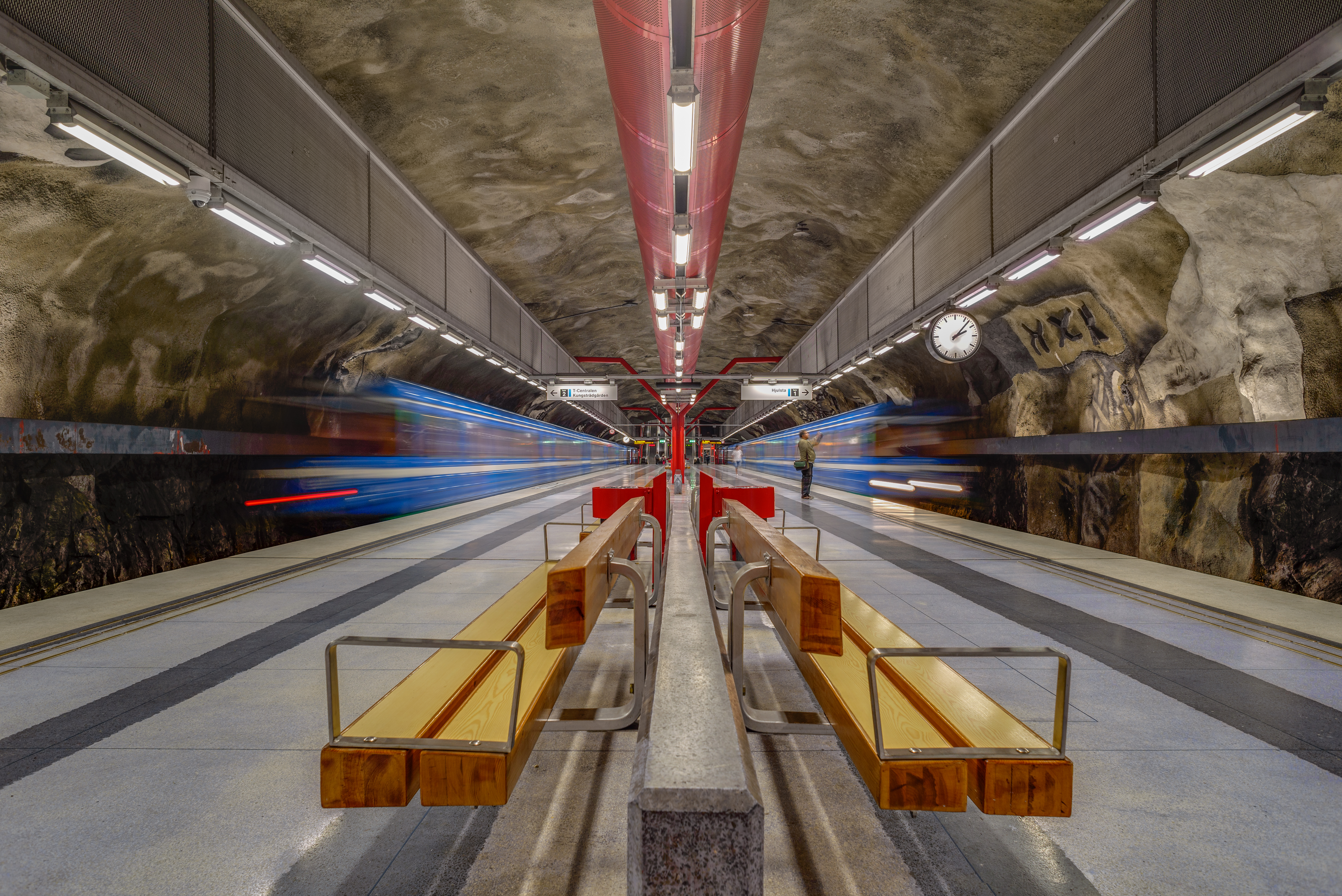
Perrongen
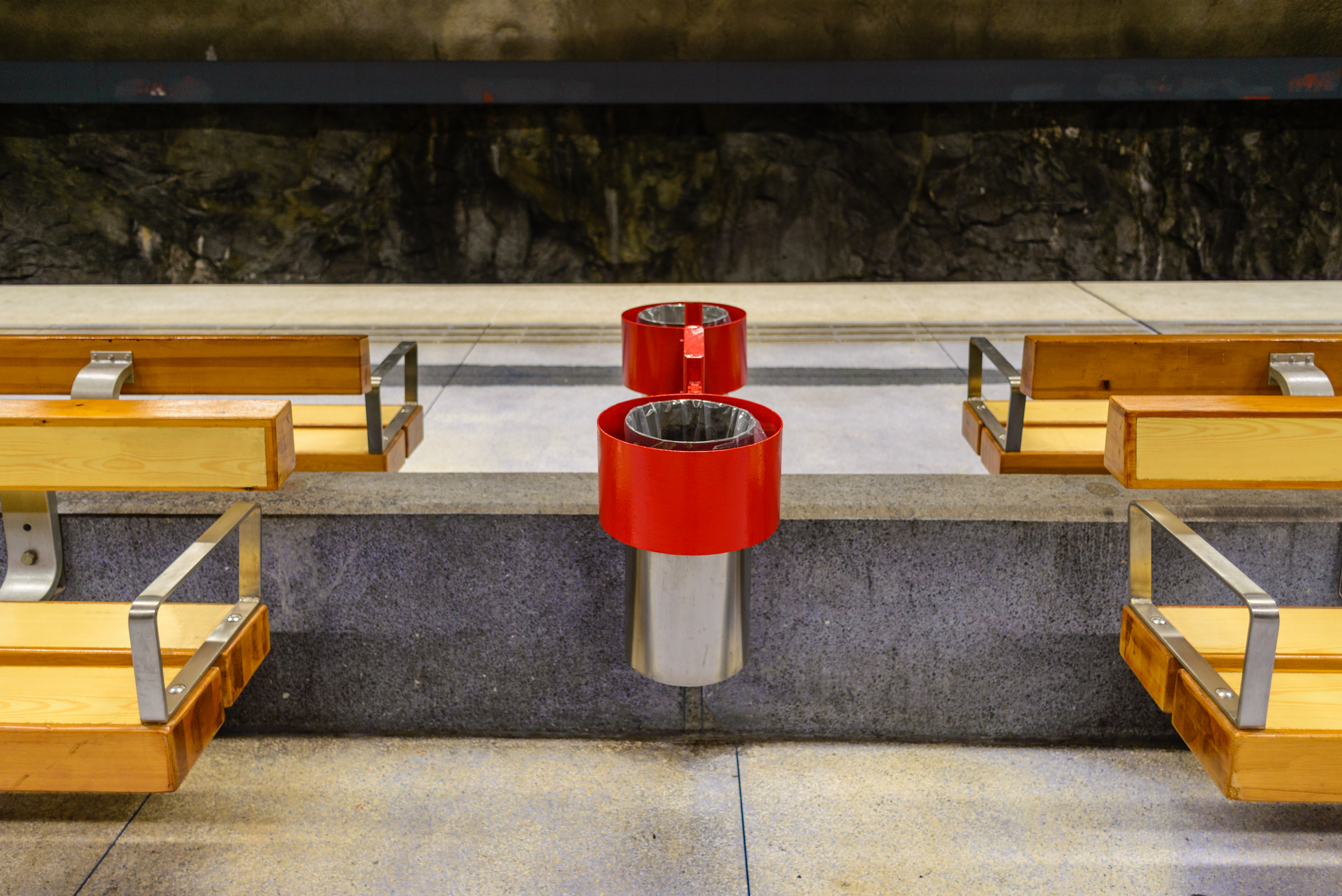
Papperskorgar och bänkar.
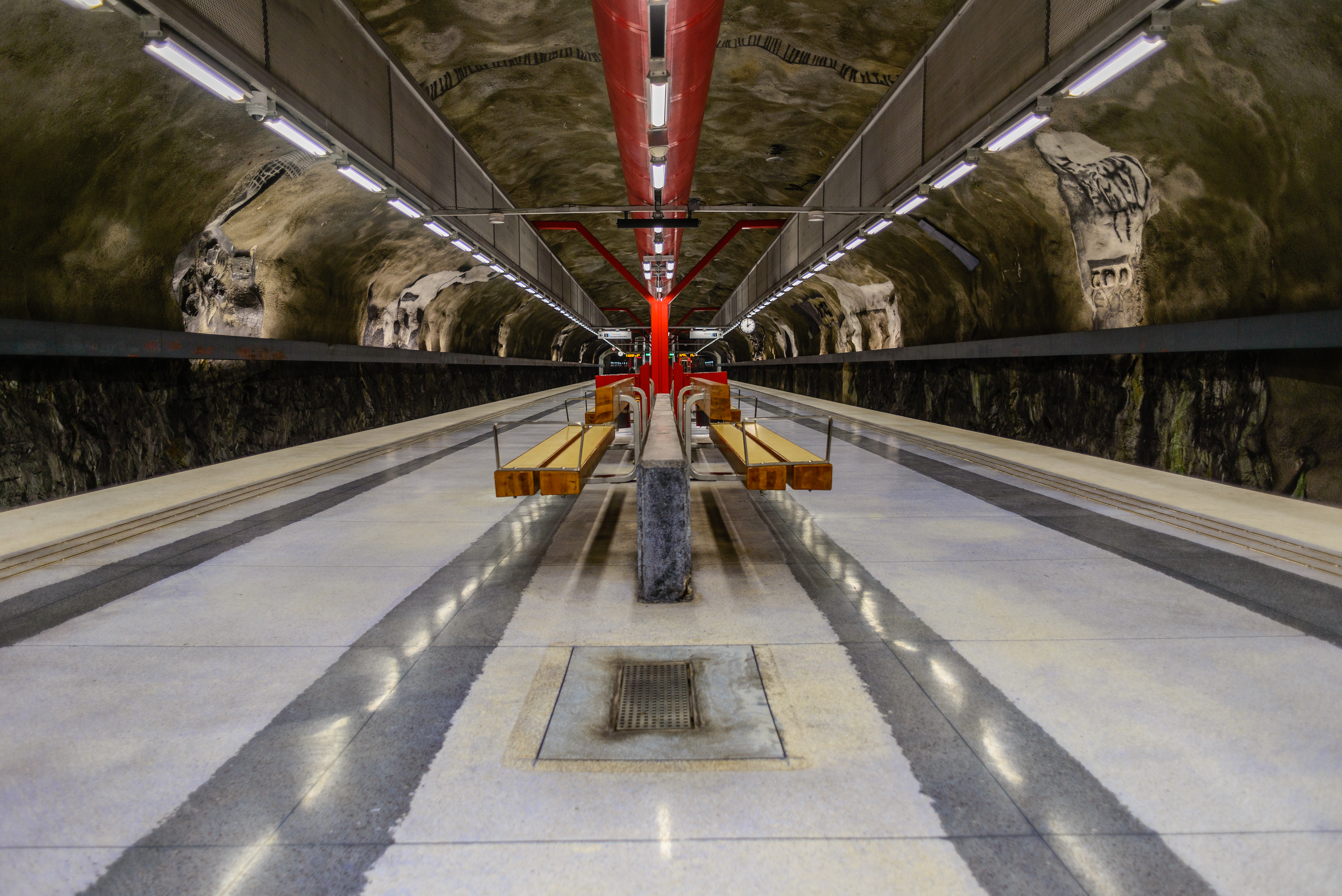
Perrongen